# Félix Hernández
Félix Abraham Hernández García, né le 8 avril 1986 à Valencia au Venezuela, est un joueur vénézuélien de baseball évoluant au poste de lanceur partant dans la Ligue majeure de baseball.
Surnommé King Felix, Hernández a remporté le trophée Cy Young du meilleur lanceur de la Ligue américaine en 2010, et été sélectionné 6 fois pour le match des étoiles. Il réussit le 15 août 2012 le 23e match parfait de l'histoire.

## Carrière

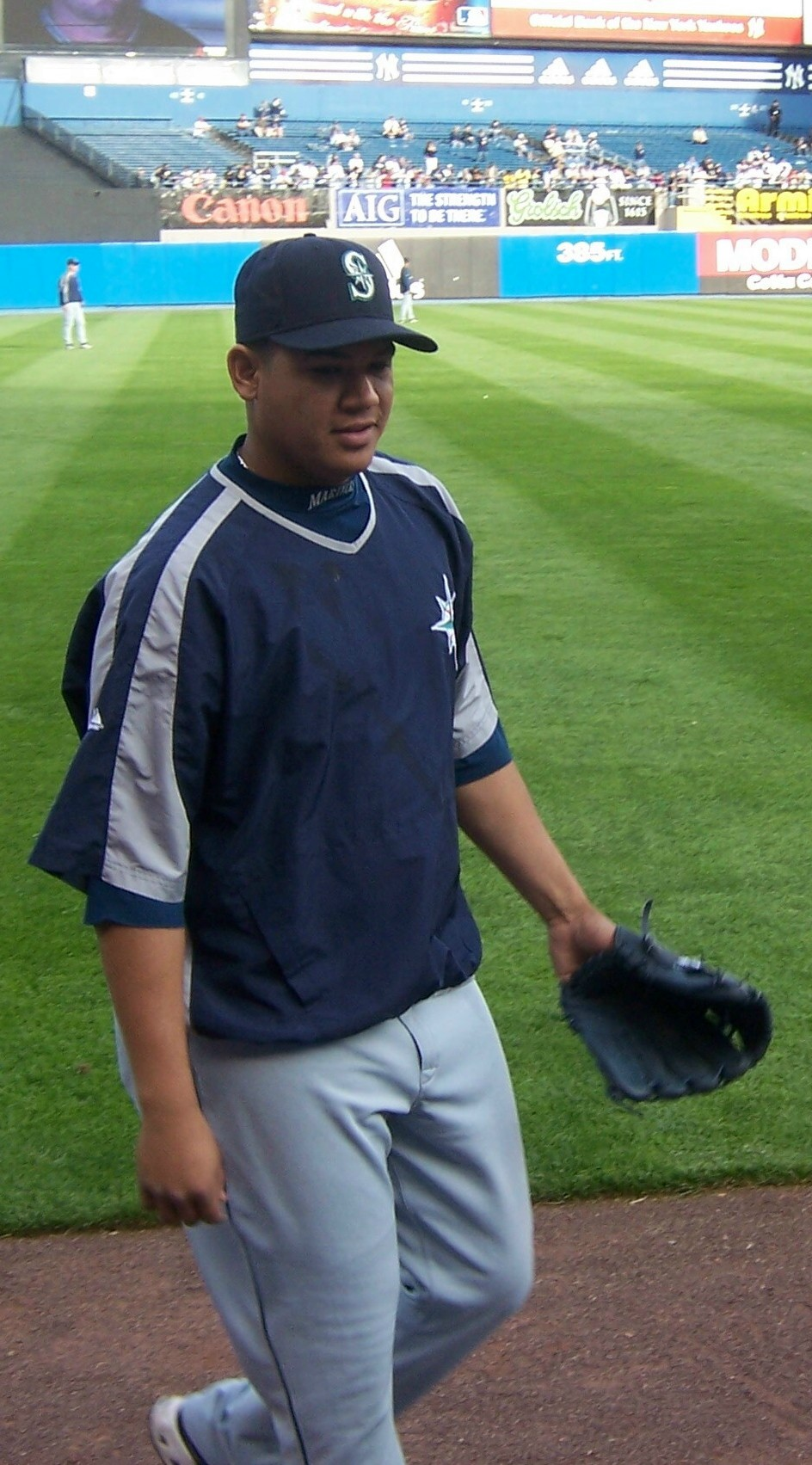
Félix Hernández en mai 2007.

Félix Hernández est recruté le 4 juillet 2002 comme agent libre amateur par les Mariners de Seattle. Il débute en Ligue majeure le 4 août 2005.
Sélectionné en équipe du Venezuela, il prend part à la Classique mondiale de baseball 2009.

### Saison 2009
En 2009, il participe pour la première fois au match des étoiles et est co-meneur des majeures pour les victoires, avec 19. Il ne subit que 5 défaites en 34 départs et affiche une moyenne de points mérités de 2,49. Son total de 217 retraits sur des prises est le quatrième plus élevé du baseball. L'un des favoris dans la course au trophée Cy Young du meilleur lanceur de l'Américaine, il prend le second rang du vote derrière Zack Greinke des Royals de Kansas City.

### Saison 2010

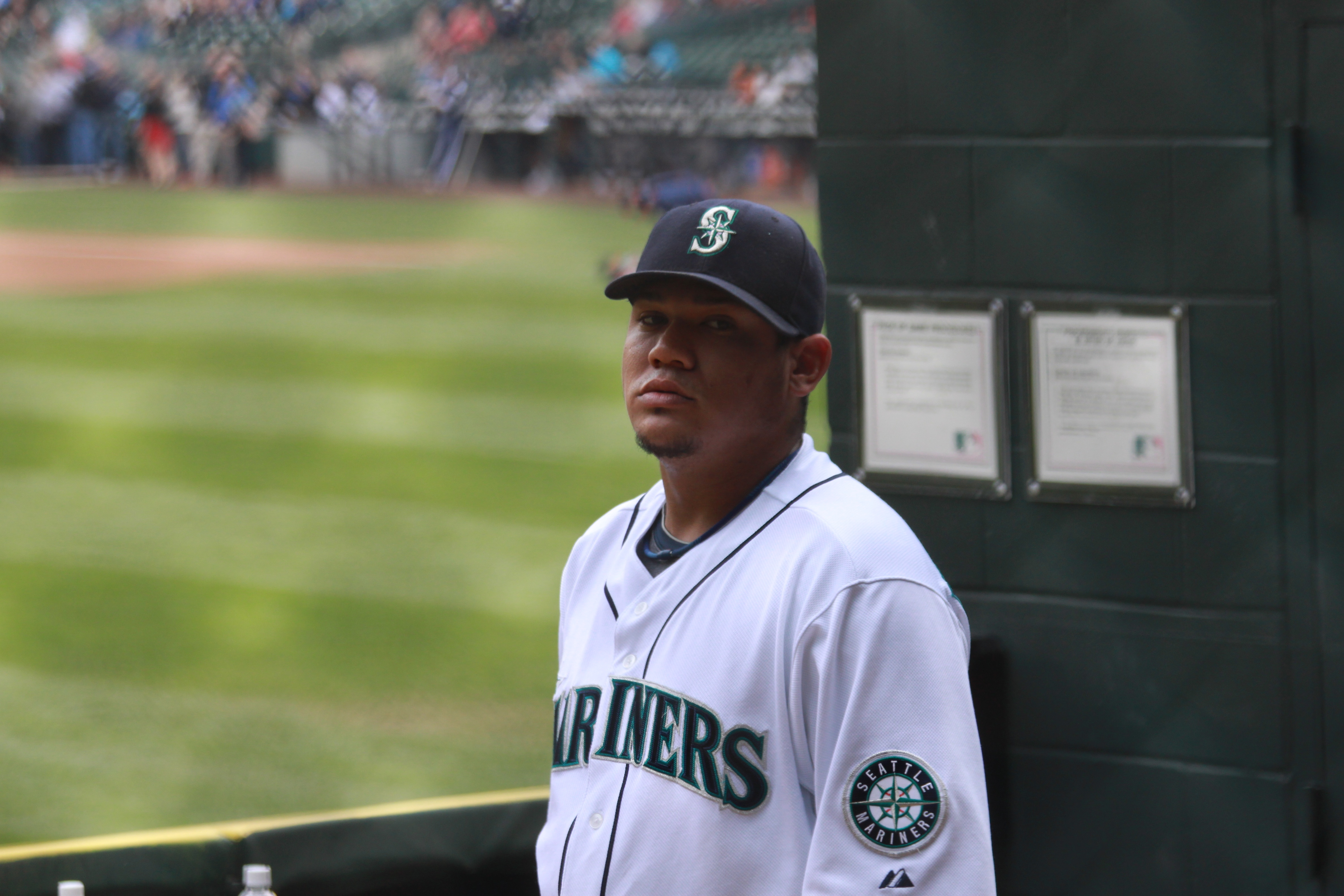
Félix Hernández à Safeco Field le 3 juin 2010.

Le 25 août 2010 face aux Red Sox de Boston, il devient le 4e lanceur de l'histoire des Mariners à atteindre les 1 000 retraits sur des prises en carrière.
S'alignant avec la moins bonne équipe de la Ligue américaine, qui encaisse 101 défaites en saison régulière 2010 et marque le plus faible total de points en une saison par n'importe quelle équipe de l'Américaine depuis 1973, Hernández remporte néanmoins à la fin de la saison le trophée Cy Young du meilleur lanceur. Sa fiche victoires-défaites est, à 13-12, peu impressionnante, mais sont retenus son excellente moyenne de points mérités, qui est la meilleure des majeures à 2,27, ainsi que ses 232 retraits sur des prises. Il est deuxième dans les majeures dans cette dernière catégorie pour la saison 2010, avec un seul retrait au bâton de moins que Jered Weaver des Angels de Los Angeles. Il est le lanceur de l'Américaine qui accorde le moins de coups sûrs en moyenne par tranche de neuf manches lancées (moyenne de 6,993), tout en étant le lanceur du baseball ayant affronté le plus grand nombre de frappeurs (1 001) durant la saison. Il est le lanceur de l'Américaine ayant œuvré le plus grand nombre de manches au monticule (249 manches et deux tiers), n'étant devancé dans l'ensemble des majeures que par le gagnant du Cy Young dans la Nationale, Roy Halladay.
Les 13 victoires de Hernandez représentent le plus faible nombre de gains par un lanceur partant gagnant du trophée Cy Young dans l'histoire de la Ligue américaine. Dans l'ensemble des majeures, le partant Fernando Valenzuela ne comptait lui aussi que 13 victoires lorsqu'il remporta le Cy Young en 1981, mais cette saison fut écourtée de moitié par une grève des joueurs. Hernandez établit donc un record à ce chapitre pour une saison complète. Six des 34 départs (un autre sommet dans l'Américaine) d'Hernandez en 2010 se sont soldés par un match complet, et il a réussi un blanchissage.
Au vote pour le trophée Cy Young, King Felix récolte 21 des 28 votes de première place et amasse 167 points, davantage que les 111 de David Price des Rays de Tampa Bay et les 102 de CC Sabathia des Yankees de New York, auteurs de 19 et 21 victoires respectivement avec des équipes qualifiées pour les séries éliminatoires.

### Saison 2011

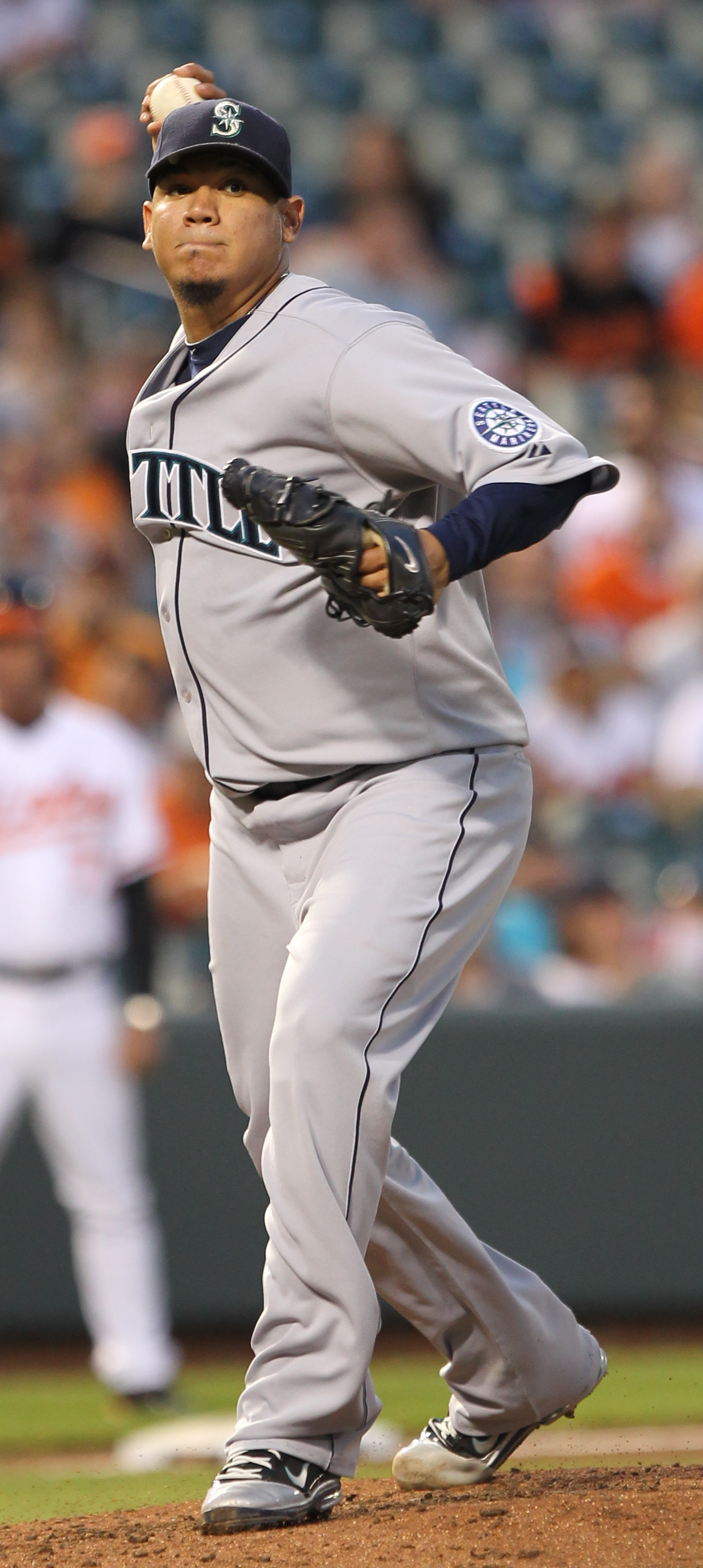
Félix Hernández en 2011.

Hernandez est encore le pilier de la rotation de partants des Mariners en 2011 et il mène l'équipe pour les départs (33), les manches lancées (233,2) et les victoires (14). Son équipe termine encore parmi les pires de la ligue et il encaisse 14 défaites. Sa moyenne de points mérités fait un bond et atteint 3,47. Il est néanmoins invité au match des étoiles de mi-saison, représentant Seattle pour la seconde fois. Il se classe 4e de la Ligue américaine pour les retraits sur des prises (222), 2e pour les matchs complets (5) et 7e pour le nombre de retraits sur des prises par 9 manches lancées (8,551).

### Saison 2012
Hernández reçoit en 2012 sa troisième invitation au match des étoiles. Sa moyenne de 3,06 en 232 manches lancées lors de 33 départs est la 5e meilleure de la Ligue américaine. Il est 2e de l'Américaine et 3e des majeures après Justin Verlander et R. A. Dickey pour les manches lancées. Il prend le 5e rang des majeures et le 3e de l'Américaine derrière Verlander et Max Scherzer avec 223 retraits sur des prises. Il mène tout le baseball avec 5 blanchissages et se classe 2e des majeures après Verlander pour les matchs complets (5). Hernandez remporte 13 victoires contre 9 défaites à sa huitième année avec Seattle. Pour la troisième fois de sa carrière, il est l'un des favoris pour gagner le trophée Cy Young mais prend le quatrième rang du vote remporté par David Price. Également pour la troisième fois, il reçoit des votes au scrutin du joueur de l'année, terminant 22e.

#### Match parfait
Le 15 août 2012 lors d'une visite à Seattle des Rays de Tampa Bay, Hernández rentre dans l'histoire en retirant consécutivement les 27 frappeurs adverses pour réussir le 23e match parfait de l'histoire des Ligues majeures de baseball. King Felix réussit 12 retraits sur des prises au cours de cette partie et assure aux Mariners une victoire de 1-0 en retirant de la sorte Sean Rodriguez en neuvième manche.
C'est la première fois dans l'histoire que 3 matchs parfaits sont réussis la même année, après ceux plus tôt dans la saison de Philip Humber et Matt Cain. C'est aussi le deuxième match sans coup sûr de la saison pour les Mariners, après le match sans coup sûr combiné réussi par 6 lanceurs le 6 juin. C'est aussi la 3e fois de leur histoire que les Rays sont victimes d'un match parfait, égalant la franchise des Dodgers de Los Angeles, qui avaient cependant été victimes d'une partie parfaite avant leur déménagement de Brooklyn à Los Angeles.
Avec une moyenne de points mérités de 1,08 en 41 manches et deux tiers au monticule en août 2012, Félix Hernández est élu lanceur du mois dans la Ligue américaine pour la troisième fois de sa carrière.

### Saison 2013
En 2013, Hernández honore une 4e invitation au match des étoiles, termine 8e au vote pour le trophée Cy Young et 22e au scrutin pour le prix du joueur par excellence. En 204 manches et un tiers lancées lors de 31 départs, il remporte 12 victoires contre 10 défaites et maintient une moyenne de points mérités de 3,04. Il est 5e de la Ligue américaine avec 216 retraits au bâton et 5e pour les retraits sur des prises (9,51) par 9 manches lancées.
Le 13 février 2013, Hernández signe une prolongation de contrat de 175 millions de dollars pour 7 saisons avec Seattle. L'entente, qui revoit les termes des saisons 2013 et 2014 pour lesquelles il était déjà sous contrat, est valide jusqu'à la conclusion de la saison 2019 et fait de l'as des Mariners le lanceur le mieux payé de l'histoire du baseball pour quelques semaines, la valeur du contrat étant surpassée de 5 millions par l'entente acceptée fin mars par Justin Verlander des Tigers de Détroit.
Avec sa 100e victoire en carrière, remportée contre les A's d'Oakland le 22 avril, Hernández devient le troisième lanceur à gagner 100 matchs avec les Mariners, après Jamie Moyer (145) et Randy Johnson (130).
Le 22 septembre 2013, Hernandez établit un étrange record : il devient le premier lanceur à réussir 10 retraits sur des prises dans un match où il ne lance pas plus que 4 manches. Après avoir manqué quelques départs sur blessures, Hernandez est rapidement retiré du match contre les Angels de Los Angeles car son total de lancers est élevé. Le record est battu en 2014 par Danny Salazar des Indians de Cleveland, qui réussit 10 retraits sur des prises en 3 manches et deux tiers.

### Saison 2014

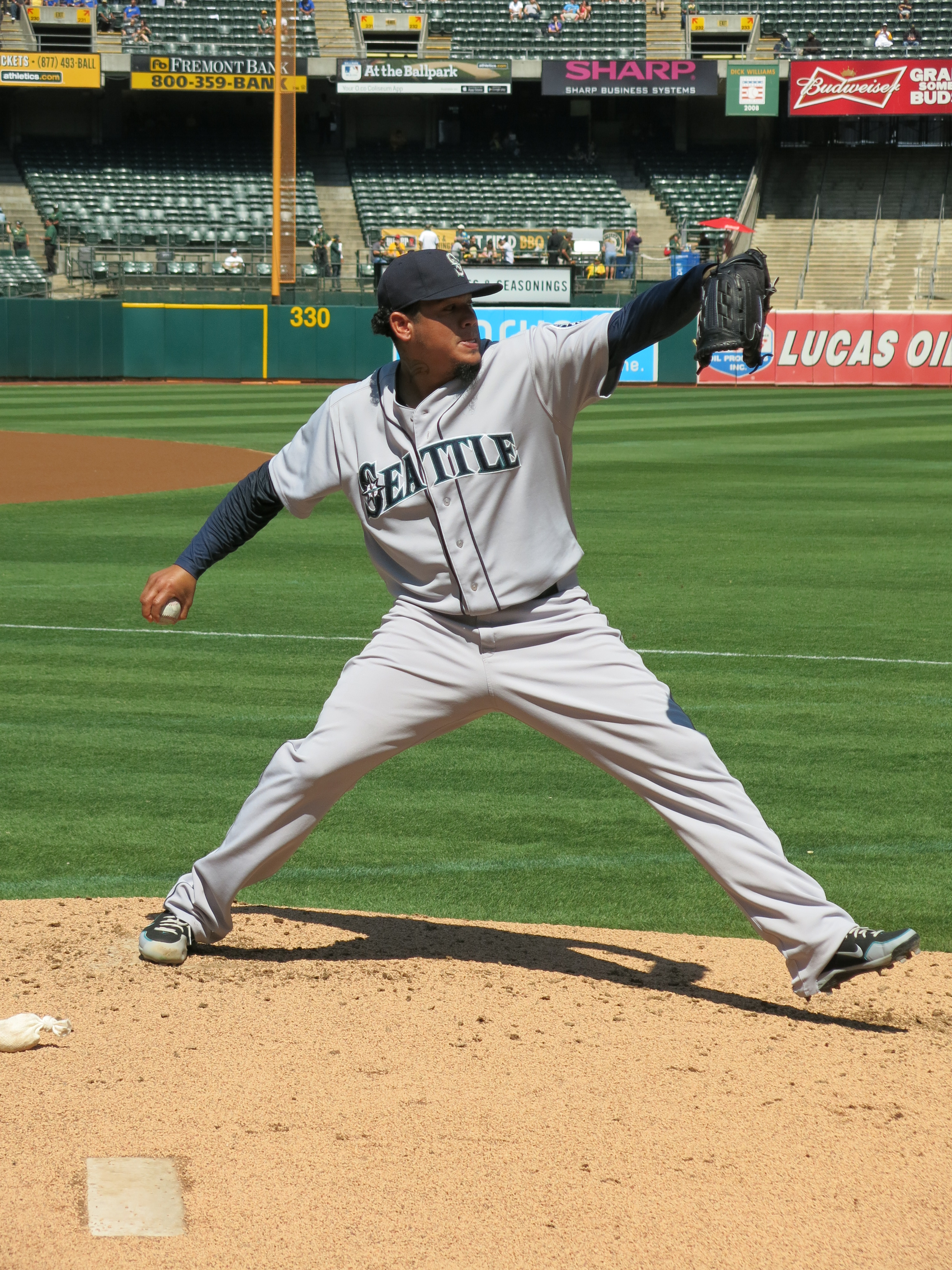
Félix Hernández en septembre 2014.

En juin 2014, Félix Hernández reçoit le titre de meilleur lanceur du mois pour la 4e fois de sa carrière. Sa moyenne de points mérités durant la période est de 1,22 avec 54 retraits sur des prises en 44 manches et un tiers lancées.
Hernández reçoit en 2014 sa 5e invitation au match des étoiles et est désigné lanceur partant de l'équipe de la Ligue américaine pour la partie disputée le 15 juillet au Target Field de Minneapolis.
Le 25 juillet 2014, Hernández établit un nouveau record de la Ligue américaine avec un 13e départ consécutif d'au moins 7 manches dans lequel il accorde deux points ou moins. Il abat la marque de l'Américaine établie en 1907 par Chief Bender des A's de Philadelphie et égale celle des majeures, établie par Tom Seaver des Mets de New York en 1971.
Hernandez échappe de justesse un second trophée Cy Young en 2014 : au vote de fin d'année, il reçoit 13 votes de première place et 159 points au total, mais perd devant Corey Kluber des Indians de Cleveland et ses 17 votes de haut de bulletin et 169 points au total. Lanceur qui effectue le plus de départs dans les majeures (34), Hernandez mène la Ligue américaine avec une moyenne de points mérités de 2,14 en 236 manches lancées. Sa WHIP de 0,915 est la meilleure de l'Américaine et la seconde meilleure des majeures après Clayton Kershaw dans la Nationale. Il est 4e de la Ligue américaine avec 5,39 retraits sur des prises par but-sur-balles accordé, 5e de cette ligue avec 9,45 retraits sur des prises par 9 manches lancées, et 4e de toutes les majeure avec 248 retraits au bâton. Il gagne 15 parties pour les Mariners, contre 6 défaites.

### Saison 2015
En 2015, sa moyenne de points mérités de 3,53 en 201 manches et deux tiers lancées est sa plus élevée depuis 2007. Il remporte 18 victoires - son second plus haut total en une saison - contre 9 défaites en 31 départs, et réussit deux blanchissages. Il franchit les 200 manches lancées pour une 9e campagne de suite. En revanche, il réalise 191 retraits sur des prises, ratant le total de 200 qu'il avait chaque fois atteint dans les 6 saisons précédentes. Ses performances dans le dernier droit de la saison régulière obscurcissent son bon travail au départ : il affiche une moyenne de points mérités de 4,48 en 84 manches et un tiers lancées à ses 13 derniers départs de la saison 2015, alors qu'il n'avait qu'une moyenne de 2,84 à ses 18 premières parties. Sa moyenne de l'année est cependant tirée vers le haut par 4 départs où il accorde 7 points ou plus.
Il honore sa 6e invitation au match d'étoiles de mi-saison et termine 7e du vote pour le trophée Cy Young.